# Caiguda de Kabul (2021)
La caiguda de Kabul, també anomenada setge o rendició de Kabul, o la caiguda de l'Afganistan, va començar el 15 d'agost de 2021, quan les forces talibanes van entrar a Kabul, la capital de l'Afganistan. El seu avanç va començar amb un fort assalt des dels afores, amb una apagada a tota la ciutat, aturada quan la delegació talibana i el govern afganés restant van reprendre les negociacions, cosa que va provocar l'inici d'una presa completa del poder per part dels talibans.
Tot i que les negociacions van ser tenses, els talibans van sol·licitar una transferència pacífica de poder, i el govern va declarar la voluntat de lliurar pacíficament Kabul als rebels. El govern va sol·licitar la transferència del poder a un govern de transició, mentre que els talibans preferien una transferència completa del poder.

## Antecedents
Els talibans i els grups aliats van iniciar una ofensiva generalitzada l'1 de maig de 2021, simultàniament a la retirada de la majoria de les tropes nord-americanes de l'Afganistan. Després d'una ràpida derrota a tot el país, l'Exèrcit Nacional Afganès va quedar en el caos i només dues unitats romanien operatives a mitjans d'agost: el 201é cos i la 111 divisió, ambdues amb seu a Kabul. La mateixa capital va quedar tancada després que forces talibans capturaren Mehtar Lam, Sharan, Gardez, Assadabad, i altres ciutats, així com els districtes a l'est. Els dies posteriors al setge, la projecció de la situació de Kabul es va agreujar ràpidament. Els funcionaris nord-americans van presentar una previsió a principis d'agost on Kabul podria aguantar diversos mesos, però la setmana del setge van fer nous pronòstics; cinc dies abans que els talibans arribaren a Kabul, les expectatives caigueren i les anàlisis suggeriren que la capital aguantaria "entre 30 i 90 dies", i en dos dies, els funcionaris van suggerir que la ciutat cauria durant la setmana.

## Evacuacions, lluites i negociacions
Després de la caiguda d'Herat el 12 d'agost, els governs dels Estats Units i el Regne Unit van anunciar el desplegament de 3.000 i 600 de les seues tropes a l'aeroport de Kabul, per tal d'assegurar el transport aeri dels seus nacionals, del personal de l'ambaixada i dels civils afganesos que treballaven amb les forces de la coalició fora del país. Finalment, l'OTAN va confirmar el desplegament de 6.000 militars per facilitar les evacuacions, que haurien de durar fins al 31 d'agost.
El 15 d'agost, el comandament talibà va ordenar oficialment a les seues forces que detingueren l'avanç a les portes de Kabul, declarant que no prendrien la ciutat per la força, tot i que els rebels van entrar als seus afores. Els locals van informar que els combatents talibans avançaven cap a les zones urbanes independentment de les declaracions oficials dels seus líders. Després d'alguns enfrontaments, els insurgents van capturar la presó de Pul-e-Charkhi i van deixar en llibertat tots els interns. Els combatents talibans van alçar la bandera a diverses zones de la ciutat i van pressionar alguns policies perquè lliuraren tot el seu armament. L'aeròdrom Bagram i el centre de detenció de Parwan, que contenia 5.000 presoners, també van caure en mans dels talibans.
Enmig de l'assalt dels talibans a la capital, l'exèrcit nord-americà aterrà diferents helicòpters a l'ambaixada nord-americana a Kabul per tal de dur a terme evacuacions, segons van informar, mentre els diplomàtics destruïen documents classificats. El pànic es va estendre entre la població civil de la ciutat i molts es van precipitar cap a casa seua o cap a l'aeroport que seguia en mans del govern afganès. El govern alemany va anunciar que enviava avions Airbus A400M Atlas amb un contingent de paracaigudistes per a les evacuacions. El govern alemany va declarar, a més, que demanaria l'aprovació parlamentària necessària una vegada finalitzara la missió, a causa de la urgència de la situació. El primer ministre albanès, Edi Rama, va anunciar que el seu govern havia acceptat una sol·licitud nord-americana de servir de centre de trànsit per als evacuats. Es va informar que el govern italià va traslladar el personal de l'ambaixada i les famílies de 30 empleats afganesos a l'aeroport de Kabul sota la guàrdia dels carabiners per tal de preparar l'evacuació.
El ministeri de l'interior afganès, afirmà en un comunicat que el president afganès Ashraf Ghani va decidir renunciar al poder i que es constituirà un govern provisional dirigit pels talibans. Després, els combats van desaparèixer, tot i que molts civils van romandre atemorits i van quedar a les seues cases. A les 11:17 CET, es va informar que els negociadors talibans havien arribat al palau presidencial per iniciar una transferència de poder. Tot i que les negociacions van ser tenses, el govern va declarar la seua voluntat de lliurar pacíficament Kabul als rebels, i va instar els civils a mantindre la calma.
Més tard, el mateix dia, els noticiaris afganesos i indis afirmaven que Ashraf Ghani havia cessat com a president i havia fugit de l'Afganistan, així com el vicepresident Amrullah Saleh; tots dos van volar a Tadjikistan. El palau presidencial de Kabul, l'Arg, va ser evacuat per helicòpters. Mentrestant, el subdirector talibà Abdul Ghani Baradar va arribar a l'aeroport de Kabul per preparar la presa del govern.
Aproximadament a les 20:30, hora local, van aparèixer informes que l'ambaixada dels Estats Units estava sent incendiada. L'ambaixada va emetre una declaració en què instruïa als ciutadans nord-americans de la zona a refugiar-se. El secretari d'Estat dels Estats Units, Antony Blinken, va anunciar que l'ambaixada es traslladaria a l'aeroport de Kabul. Diverses altres nacions van anunciar plans per evacuar les seues ambaixades, incloses Espanya, Alemanya, el Regne Unit i els Països Baixos.
A les 20:55, hora local, els talibans van afirmar que havien pres el control de l'Arg, el palau presidencial de Kabul, que el president Ghani havia deixat lliure aquell mateix dia. Presumptament, tots els altres empleats del palau van rebre l'ordre d'anar-se'n després que Ghani partira.

Aproximadament a les 21:12, hora local, Associated Press va informar que els talibans aviat declararien l'emirat islàmic de l'Afganistan des del palau presidencial, recuperant els símbols i nom oficial del règim talibà del 1996 al 2001.

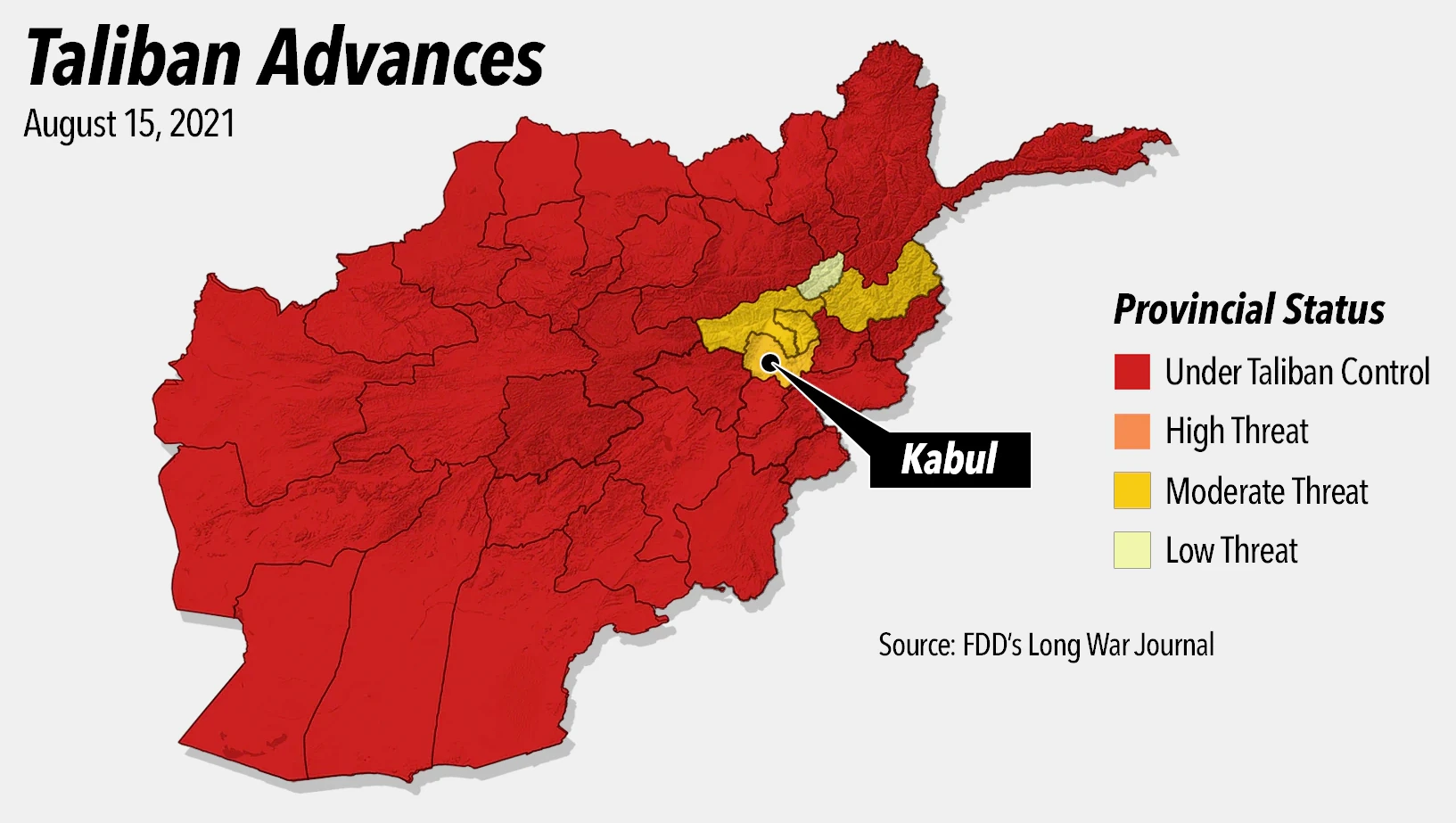
Control talibà de l'Afganistan abans de la caiguda de Kabul.

Els dies posteriors i propiciat per l'entrada dels talibans a Kabul, es va desencadenar el caos a l'aeroport on milers de persones van accedir a la pista per pujar desesperadament a diferents avions que havien d'enlairar-se. Almenys 5 persones van morir, tres d'elles caient d'un avió que ja s'havia enlairat. Les evacuacions es van haver d'aturar fins a poder controlar la situació.
D'ençà que els talibans van entrar a la ciutat, els accessos a l'aeroport van estar controlats pels talibans, que després de veure que milers de persones estaven essent evacuades, van començar a posar traves a les persones afganeses per accedir-hi, tot i tenir els papers. El 21 d'agost van començar a circular informació sobre el creixent risc d'atemptat a l'aeroport, fet que va propiciar alguns estats a acabar les evacuacions uns dies més tard. Fins llavors, unes 13.000 persones havien estat evacuades.
El 24 d'agost els talibans van prohibir explícitament als afganesos l'accés a l'aeroport i se'ls va animar a tornar a casa i als seus llocs de treball amb normalitat i "sense gens de por de patir represàlies", després de veure que desenes de milers de persones estaven fugint i perdien capital humà. Només els no afganesos estarien autoritzats a marxar. Fins a la data, almenys 7 persones haurien mort a la rodalia de l'aeroport.
El 26 d'agost, pocs dies abans del termini acordat per abandonar la ciutat, un doble atemptat d'Estat islàmic va assassinar almenys 70 persones a les portes de l'aeroport i en un hotel proper i fa ferir almenys 140 persones.

## Impacte en els civils
Reports locals van afirmar que la majoria de les persones de Kabul, especialment les dones, tenien por i s'oposaven a la restauració del domini dels talibans. El Sunday Times va informar que els carrers de Kabul estaven bloquejats amb residents que corrien cap a l'aeroport, i alguns abandonaven els seus cotxes per fer el seu camí a peu pel trànsit. Una minoria de locals va celebrar l'avanç dels rebels. The Guardian va informar que les vendes de burqas van augmentar els dies previs a la batalla, amb un preu que pujava de 200 AFS a 3000 AFS, amb por que els talibans el tornaren a imposar com a obligatori per a les dones, i represaliaren a aquelles que no l'utilitzaren. Els residents també van informar d'un gran augment dels preus dels aliments. Le Monde va informar que un nombre important de venedors a Kabul intentaven liquidar les seues existències amb l'esperança de reunir prou diners per escapar del país.